# عبد الجبار لوزير
عبد الجبار لوزير (1928 – 2020) هو ممثل وفنان كوميدي مغربي، شارك في عدة أفلام ومسلسلات مغربية، ويعتبر من رواد فن المسرح في المغرب ومن رواد الفن المراكشي.

## النشأة
وُلد عبد الجبار لوزير سنة 1928 في حي رياض العروس بمدينة مراكش، وسط أسرة متوسطة الحال حيث كان والده يعمل إسكافيًا قبل أن يتحول إلى تربية الماشية والفلاحة. قضى سنوات طفولته بين الأحياء الشعبية للمدينة القديمة في مراكش، وبدأ في تعلم العديد من الحرف التقليدية وتميز فيها، كصناعة الجلد والخشب. قبل أن يلج عالم كرة القدم عندما كان في الخامسة عشر من عمره، ويلتحق بعد ذلك سنة 1948 بفريق الكوكب المراكشي في نفس سنة تأسيسه، حيث لعب حارس مرمى لفريق الفتيان. سجن لفترة من الوقت بسبب مواقفه الوطنية بعد نفي الملك محمد الخامس أيام الحماية الفرنسية، وفي سجن لعلو بالرباط تعلم قواعد القراءة والكتابة من مقاومين مغاربة كانوا معتقلين معه في نفس الزنزانة. قضى في صفوف القوات المساعدة أربع سنوات قبل أن يقرر التفرغ نهائيا للتمثيل والفن.

## مشواره الفني
تشبع عبد الجبار لوزير بفن«الحلقة» الذي تشتهر به ساحة جامع الفنا بمراكش، فتعلم فن الحكي وأصول التمثيل. قبل أن ينظم للعديد من الفرق المسرحية المحلية ويشارك معها في مسرحيات عرضت داخل المغرب وخارجه. ومن أهم الفرق التي انضم لها: فرقة الأمل والأطلس وفرقة الوفاء المراكشية.

## حياته الشخصية
تزوج عبد الجبار لوزير سنة 1957 من ابنة أحد أصدقاء والده الذي كان يعمل جزارا معروفا في باب تغزوت بمدينة مراكش. وأنجب من زوجته أربعة أبناء هم: سعاد (ولدت يوم 15 سبتمبر 1958) وأحمد (22 أبريل 1960) ومحمد (4 سبتمبر 1965) وعبد الحكيم (10 أكتوبر 1973).

## أعماله
قضى عبد الجبار لوزير أكثر من 60 سنة في الفن، حيث قدم عشرات المسرحيات والمسلسلات التلفزية والإذاعية وشارك في العديد من الأفلام والاعلانات المغربية وتضل لديه مشاركة فعالة في المسرح ومن أهم أعماله:

### المسرحيات
- أنا مزاوك في الله
- حارس بمكتب الوكيل
- زواج بلا إذن
- فضيلة والشيطان
- الشداد
- الموسيقار المجنون
- الفاطمي والضاوية: 1951
- غلطة أم
- الشلح والعساس
- أوليدات جامع الفنا
- سيدي قدور العلمي: 1956
- الدار الكبيرة
- هبل تربح
- مرض النسيان
- هالالاي
- الكراب
- الحراز: 1968
- الزواج بالحيلة: 1977
- مكسور الجناح
- لبس قدك يواتيك
- البسايطية: 2005
- التبوريدة: 2009

### المسلسلات
- إنسان في الميزان (1990)
- دار الورثة: (2009-2010)
- ولد القايد (2012)

### الأفلام
- حينما ينضج التمر: 1968
- البراق: 1973
- حلاق درب الفقراء: 1982
- مبروك: 1999
- الطيابة : 2004
- المكروم : 2005
- عبدو في عهد الموحدين: 2006
- إنها تثلج في مراكش فيلم قصير بإنتاج مغربي سويسري من إخراج هشام عين الحياة سنة 2007
- أبو أمل: 2007
- عقاب: فيلم من إخراج هشام عين الحياة سنة 2009
- ولد مو: 2009
- زمان كنزة: 2011

### البرامج
- برنامج «جار ومجرور» ضيف
- برنامج «الحياة سينما» ضيف
- برنامج «با الحنين» لحظة صلح بينه وبين الممثل عبد الله فركوس
- برنامج «الشجعان حكاية بطل» تقديم شهادات حول الممثل عبد الرؤوف

حصل على عدة تكريمات وجوائز في العديد من الملتقيات عن مجموع أعماله، والتي كانت سلسلة دار الورثة آخرها.
دخل المستشفى العسكري في أغسطس 2010 إثر غيبوبة نتيجة لتأثره بمرض السكري وضغط الدم.

## وفاته
توفي يوم الأربعاء 2 سبتمبر 2020 الموافق 14 محرم 1442 عن عمر ناهز 92 عامًا بعد مُعاناته من مضاعفات مرض السُّكري.

## روابط خارجية
- عبد الجبار لوزير على موقع IMDb (الإنجليزية)
- عبد الجبار لوزير على موقع قاعدة بيانات الأفلام العربية